# Himantura hortlei
Himantura hortlei  (лат.) — малоизученный вид рода хвостоколов из семейства хвостоко́ловых отряда хвостоколообразных надотряда скатов. Они обитают в тропических водах эстуариев рек и ватт Новой Гвинеи. Встречаются на глубине до 7 м. Максимальная зарегистрированная ширина диска 70,7 см. Грудные плавники этих скатов срастаются с головой, образуя сердцевидный диск. Рыло удлинённое и заострённое. От области глаз до основания хвоста вдоль средней линии диска тянется широкая полоса заострённых чешуй. Окраска дорсальной поверхности диска зелёно-серого или жёлто-коричневого цвета. Вентральная поверхность окрашена  ярко-жёлтый цвет. Иногда вокруг ноздрей, жабр и рта имеются тёмные отметины. Вид страдает от интенсивного рыбного промысла и ухудшения условий среды обитания. 
Подобно прочим хвостоколообразным Himantura hortlei размножаются яйцеживорождением. Эмбрионы развиваются в утробе матери, питаясь желтком и гистотрофом. Рацион этих скатов состоит в основном из ракообразных.

## Таксономия и филогенез
Впервые Himantura hortlei был научно описан в 2006 году. Вид назван в честь Кента Хортла, консультанта по биологии в карьере Грасберга, Индонезия, который первым добыл и сфотографировал неизвестную особь. Голотип представляет собой взрослого самца с диском шириной 70,7 см, пойманного в эстуарии реки в Западном Папуа (04°56′ ю. ш. 137°03′ в. д.), на глубине 7 м. Паратипы: самки с диском шириной 20,2—65,4 см и неполовозрелые самцы с диском шириной 23,3—28,2 см, пойманные там же. 
Himantura hortlei принадлежит к комплексу видов, в который также входят H. chaophraya, Himantura granulata, H. lobistoma, H. pastinacoides и H. uarnacoides.

## Ареал и места обитания
Himantura hortlei являются эндемиками вод Индонезии. Есть данные о присутствии этого вида в водах южного побережья Папуа — Новая Гвинея. Эти скаты встречаются у берега на мелководье на глубине до 10 м. Заплывают в солоноватые эстуарии рек. 

## Описание
Грудные плавники этих скатов срастаются с головой, образуя сердцевидный диск, длина слегка раза превышает ширину. Треугольное узкое рыло сильно вытянуто. Позади широко расставленных мелких глаз расположены крупные каплевидные брызгальца. На вентральной поверхности диска расположены 5 пар S-образных жаберных щелей, рот и тонкие, длинные ноздри. Между ноздрями пролегает лоскут кожи с бахромчатым нижним краем. Рот изогнут в виде дуги, отростки на дне ротовой полости отсутствуют. Мелкие притуплённые зубы выстроены в шахматном порядке и образуют плоскую поверхность. Во рту имеется 21—25 верхних и 24—28 нижних зубных рядов.
Брюшные плавники маленькие и широкие. Кнутовидный тонкий хвост в 2,6—3,4 раза превышает длину диска. Кожные складки на хвостовом стебле отсутствуют. На дорсальной поверхности хвостового стебля расположен тонкий шип, соединённый протоками с ядовитой железой. Иногда у скатов бывает 2 шипа. Периодически шип обламывается и на их месте вырастает новый. Дорсальная поверхность диска плотно покрыта крошечными сердцевидными чешуйками, которые располагаются широкой полосой от области между глазами до хвоста. Мелкие острые чешуйки разбросаны по рылу и сконцентрировнаны на его кончике. Позади шипа хвостовой стебель равномерно покрыт чешуёй. Боковая линия хорошо развита на дорсальной и вентральной сторонах диска. Окраска дорсальной поверхности диска мелких скатов зеленовато-серого цвета, крупные особи жёлто-коричневые. Хвостовой стебель ровного коричневого цвета, область перед шипом светлее. Вентральная поверхность диска ярко-жёлтого цвета с тонкой тёмной окантовкой по краям и тёмными отметинами вокруг ноздрей, рта и жаберных щелей. Максимальная зарегистрированная ширина диска 75 см.

## Биология
Рациона этих скатов в основном составляют ракообразные, моллюски и мелкие рыбы. 
Подобно прочим хвостоколообразным Himantura hortlei  относится к яйцеживородящим рыбам. Эмбрионы развиваются в утробе матери, питаясь желтком и гистотрофом. Ширина диска новорожденных около 20 см. 

## Взаимодействие с человеком
Himantura hortlei не являются объектом целевого лова. Эти скаты попадаются в качестве прилова при коммерческом промысле креветок. Вид страдает от ухудшения условий среды обитания, обусловленного антропогенными факторами. С 1980 по 2005 годов площадь мангровых зарослей сократилась с 545 000 до 380 000 гектаров (свыше 30 %). Международный союз охраны природы присвоил этому виду  статус сохранности «Уязвимый».